# Franz Pollak
Franz Pollak (Höchstädt an der Donau, 6 juli 1870 – München, 23 april 1938) was een Duits componist, dirigent, trompettist en muziekuitgever. Voor bepaalde werken gebruikte hij de pseudoniemen: C. Haper, C. Hager, Fred Robert en Franz Volkswarth.

## Levensloop
Pollak studeerde muziek aan het Leopold-Mozart-Zentrum van de Universiteit Augsburg. Vervolgens werd hij trompettist in het orkest van de Beierse staatsopera te München. In München richtte hij een muziekuitgeverij op, waarin hij voornamelijk eigen werken publiceerde. 
Naast vele bewerkingen van orkestwerken voor harmonieorkest, zoals Donauwellen, wals van Iosif Ivanovici, Mondnacht auf der Alster, wals van Oskar Fetrás, Eine Kutsche voller Mädels, van Willy Berking, Denke heute nicht an morgen van P. Schöll, Fuchsgraben-Polka van Karel Vacek en Bavaria-Polka van H.G. Schütz schreef hij ook eigen werk voor harmonieorkest. 

## Composities

### Werken voor harmonieorkest
- Das Erntefest, ouverture, op. 85
- Donauschwaben-Walzer
- Ein Manneswort, mars
- Deutscher Schützenmarsch, mars